# Lange (Harz)
Die Lange ist eine Hochfläche im Harz zwischen Warmer Bode und Rappbode.
Die Lange wurde im Mittelalter auch als Langelge bezeichnet. Sie war ursprünglich ein Lehen der Herzöge von Braunschweig und wurde bereits im Lehnbuch des Grafen Siegfried von Regenstein 1209 erwähnt. Einige Holzflecke auf der Lange gelangten an den Grafen Heinrich von Blankenburg, der diese 1313 an den Bischof von Halberstadt verkaufte, wodurch dieser Lehnempfänger des Herzogs von Braunschweig wurde. 1343 belehnt der Halberstädter Bischof wiederum die Grafen von Regenstein mit den Forstrechten auf der Lange und verpfändet 1355 die im Bodetal gelegene Hütte zur Tanne. Der Vertrag von 1427 bestätigt, dass die Lange (mit Ausnahme von Schloss Königshof) ein braunschweigisches Lehen der Grafen von Regenstein ist.
1554 gelangen die Grafen zu Stolberg in den Besitz der Lange. Diese ließen hier ein Gestüt anlegen. 1725 errichtete der Herzog von Braunschweig auf der Lange ein vielbesuchtes Jagdhaus, das heute nicht mehr existiert. Die Gebäude des Jagdhauses wurden um 1850 abgebrochen und in Halberstadt wieder aufgebaut. Das Jagdhaus stand dann bis 1945 in Halberstadt und wurde bei einem Luftangriff vernichtet.
Den Namen Die Lange trägt heute ein meist geradliniger Fahrweg, der zwischen Rübeland und Benneckenstein verläuft.
Koordinaten: 51° 43′ N, 10° 48′ O